# Подхибе (Вадовицький повіт)
Подхибе (пол. Podchybie) — село в Польщі, у гміні Лянцкорона Вадовицького повіту Малопольського воєводства.
Населення — 131 особа (2011).

## Історія
У 1975-1998 роках село належало до Бельського воєводства, підпорядковувалося районній адміністрації у Вадовицях.

## Демографія
Демографічна структура станом на 31 березня 2011 року:
|          | Загалом | Допрацездатний вік | Працездатний вік | Постпрацездатний вік |
| -------- | ------- | ------------------ | ---------------- | -------------------- |
| Чоловіки | 60      | 15                 | 42               | 3                    |
| Жінки    | 71      | 14                 | 44               | 13                   |
| Разом    | 131     | 29                 | 86               | 16                   |